# Liste des comtes et ducs d'Alsace

## Ducs d'Alsace
Au VIIe siècle, le duché d'Alémanie qui avait été soumis par les Mérovingiens était presque redevenu indépendant. Pour cette raison et à des fins militaires, les Francs donnent vers 650 à l'Alsace une administration avec à sa tête des ducs.
640 - v. 654 : Gondoin d'Alsace (fonde l'abbaye de Moutier-Grandval)
v. 654 - 662 : Boniface d'Alsace
662 - 690 : Etichon-Adalric d'Alsace (vers 635 - 690), duc d'Alsace
690 - 722 : Adalbert d'Alsace (vers 665 - 722), duc d'Alsace, fils du précédent
722 - 767 : Luitfrid Ier d'Alsace (715 - 767), duc d'Alsace, fils du précédent
À la fin du VIIIe siècle, Pépin le Bref, qui savait combien le pouvoir des ducs d'Alsace avait été dangereux pour les Mérovingiens, éteignit la dignité ducale sous Luitfrid Ier d'Alsace, en conservant toutefois à l'Alsace et à la Souabe le titre de duché.
L'empire carolingien éclate à la mort de Louis le Pieux en 840. Pendant cette période instable, l'Alsace passe plusieurs fois sous domination de la Lotharingie et de la Germanie.
Le titre de duc d'Alsace est brièvement rétabli par Lothaire pour son fils Hugues en 865.
En 925, Henri l'Oiseleur rattache le duché d'Alsace à celui de Souabe. Le destin de l'Alsace est désormais lié à celui des ducs de Souabe, parmi lesquels la lignée des Hohenstaufen, liée à l'Alsace, donnera plusieurs empereurs.
Mais en l'an 1012, à la mort d'Hermann III de Souabe, le titre de duc d'Alsace est définitivement supprimé, et cette province, séparée de la Souabe, est érigée en comté et laissée en fief relevant de l'Empire.

## Comtes du Nordgau et du Sundgau
L'organisation de l'Alsace en deux comtés, le Nordgau (le pays du nord, approximativement le Bas-Rhin) et le Sundgau (le pays du sud, approximativement le Haut-Rhin) se fait en parallèle de celle des duchés, au VIIe siècle. Les premiers comtes jusqu'au XIe siècle ne sont que des magistrats, désignés par l'empereur, qui exercent une charge temporaire.
Les comtes du Nordgau et du Sundgau sont issus des lignées des deux fils d'Etichon-Adalric Ier:
- Adalbert Ier et ses descendants sont comtes de Sundgau ;
- Ethicon II et ses descendants sont comtes de Nordgau.

| Les comtes du Sundgau sont choisis à la fois parmi les descendants des Luitfruid et parmi les membres de diverses familles, : v.673 : Rodebert 683 - v.722 : Adalbert d'Alsace (v.665 - v.722), duc d'Alsace, fils d'Etichon Ier Adalric Ier 722 - 747 : Eberhard d'Eguisheim (?? - 747), fils cadet d'Adalbert v.769: Garin v.770: Pirathilon ??? - 802 : Luitfrid II de Sundgau (745 - 802), fils de Luitfrid Ier d'Alsace v.828: Erchangaire v.829: Gerold ??? - 837 : Hugues Ier de Sundgau (765 - 837), fils de Luitfrid II 837 - 864 : Luitfrid III de Sundgau (?? - 864), fils de Hugues Ier 864 - 880 : Hugues II de Sundgau, d'après Nicolas Viton de Saint-Allais (?? - 880) et fils de Luitfrid III 880 - v.910 : Luitfrid IV De Sundgau (?? - v. 910), frère de Hugues II 910 - 938 : Luitfrid V de Sundgau (?? - 938), fils de Luitfrid IV ???? - ???? : Gontran le Riche (?? - ??) 954 - 977 : Luitfrid VI (?? - 977), frère de Luitfrid V ? 977 - ??? : Luitfrid VII (?? - av. 1003), mort sans postérité, fils de Luitfrid VI v.1003: Otton I v.1027: Giselbert v.1048: Beringer v.1052: Cunon v.1063: Rodolphe v.1084: Henri Après ce Henri, on ne voit plus apparaître dans le Sündgau aucun comte qui ne soit de la dynastie des Habsbourg. Vers la fin du XIe siècle, quand la puissance des empereurs vint à décroître, les possesseurs des fiefs et des dignités commencèrent à transmettre leurs offices à leurs descendants et à titre héréditaire. C'est ainsi que les comtes de Habsbourg, qui administraient alors la charge de comte dans l'Alsace supérieure, se l'approprièrent à tout jamais et la rattachèrent à l'empire par le lien de féodalité. |  | v.680 : Adalbert d'Alsace (v.665 - v.722), duc d'Alsace, fils d'Etichon Ier Adalric Ier Date inconnue-723 : Etichon II de Nordgau, fils d'Etichon Ier 723-747 : Albéric Ier de Nordgau, fils d'Ethicon II 747-765 : Rhutard de Nordgau, fils du duc Luitfrid Ier d'Alsace Après 765-777 : Eberhard Ier de Nordgau, possible fils d'Albéric Ier 778-804: Ulric ou Udalric v.805: Ruthelin av. 817: Erchangaire v.817: Wuorand 816-864 : Eberhard II de Nordgau, fils d'Eberhard Ier 864-898: Adelbert II de Nordgau 898-910 : Eberhard III de Nordgau, fils d'Eberhard II 910-940 : Hugues Ier de Nordgau, comte d'Alsace et fils d'Eberhard III 940-av.951 : Eberhard IV de Nordgau, fils d'Hugues Ier 951-973 : Hugues II de Nordgau, dit l'Enroué, fils d'Eberhard IV 986-996 : Eberhard V de Nordgau, fils aîné d'Hugues II v.996: Luitfruid VII, également comte du Sundgau. 996-999 : Hugues III de Nordgau, fils d'Eberhard V v.1003-v.1024: Otton I, également comte du Sundgau v.1000-v.1016 : Eberhard VI de Nordgau, fils d'Eberhard V v.1027: Wezilon v.1016-v.1046 : Hugues IV de Nordgau, fils d'Hugues II 1046-1049 : Hugues V de Dabo, fils d'Hugues IV 1049-1065 : Henri Ier de Nordgau, fils d'Hugues V de Dabo (Dagsburg en allemand) 1065 : Gérard II de Dasbourg, Gérard Ier de Nordgau,, fils de Henri Ier 1077-1089 : Hugues VI de Nordgau, frère de Gérard II Hugues VI est assassiné en 1089 lors d'une visite chez Otto de Hohenstaufen, évêque de Strasbourg. Le comté passe alors à la dynastie de Metz, par le mariage de Spanehilde (ou Swanehilde), petite-fille de Hugues IV, comte de Nordgau avec Folmard III, comte de Metz. |

À la disparition de la branche des comtes du Sundgau, issue d'Adalbert Ier, les descendants d'Ethicon II prennent le titre de comtes d'Alsace.

## Comtes d'Alsace
???? - ???? : Hugues Ier d'Alsace (?? - 940), fils d'Eberhard III
???? - ???? : Gontran le Riche (?? - ??)
???? - ???? : Adalbert II d'Alsace (?? - 1033), neveu du précédent

## Pour approfondir